# Pascal Rogé
Pascal Rogé (París, 6 de abril de 1951) es un pianista francés, reconocido por sus interpretaciones de compositores franceses como Saint-Saëns, Fauré, Debussy, Ravel, Satie y Poulenc.  No obstante, su repertorio incluye también a los maestros alemanes Haydn, Mozart, Brahms y Beethoven.

## Biografía
Siendo un niño, Rogé recibió lecciones de piano por parte de su madre, ingresando a los once años en el Conservatorio de París. Con quince años gana su primer premio, entregado por el propio Conservatorio, y a los dieciocho debutó en Londres. Con veintiún años ganó el Concurso pianístico internacional Long-Thibaud. Ha tocado con grandes orquestas como la Montreal Symphony Orchestra y con directores como Charles Dutoit, Lorin Maazel y Kurt Masur. Es considerado un especialista de las obras francesas de los siglos XIX y XX, destacando por sus interpretaciones de los Preludios de Claude Debussy y las Gymnopédies de Erik Satie. También ha tocado obras de cámara, con el Trío Pasquier y con músicos como Pierre Amoyal y Michel Portal, con quienes interpretó a Poulenc y Chaikovski.
Trabajó muchos años con el también pianista Julius Katchen, y durante toda su carrera ha mantenido un contrato con el sello discográfico Decca.